# Hydrotaea affinoides
Hydrotaea affinoides är en tvåvingeart som beskrevs av Feng 1997. Hydrotaea affinoides ingår i släktet Hydrotaea och familjen husflugor. Inga underarter finns listade i Catalogue of Life.